# Рачунарске преваре
Рачунарска превара представља било какву радњу извршења, у намери прибављања противправне имовинске користи себи или другоме која се односи на рад рачунара и електронску обраду на њему путем брисања, уноса, измене или оштећења података као могући начини да се прикрије или лажно прикаже податак.
Рачунарска превара може бити остварена на само једном рачунару или на интранету (мрежи која није на интернету и контролисана је од стране једног или више рачунара сервера) и не мора се односити на коришћење ресурса Интернетa.

### Интернет превара
Интернет превара уоште се односи на било коју превару при чијем извршењу се лице које у намери прибављања протвправне имовинске користи за себе или другога искористи једну или више компоненти Интернета као што су chat rooms (собе за ћаскање), веб странице, електронска пошта (е-mail) да би се створвање чињеница којим би се неко лице довело у заблуду или у њој одржавало, да би то лице учинило нешто на штету своје или туђе имовине тако што би на пример спровело неко финансијску трансакцију или пренело неке податке некој финансијској институцији која је мета напада. Интернет преваром се обмањује лице.
Интернет превара није увек и обавезно рачунарска превара, јер неке интернет преваре одговарају класичним преварама које за средство извршења имају Интернет без неког посебног утицаја на електронску обраду или рад рачунара (користи се људски фактор који је у електронској сигурности обично слаба карика тј. обмањују се људи). Рачунарском преваром се „обмањује” рачунар и електронска обрада наводи на погрешан резултат који је усмерен на стицање противправне имовинске користи и ту је кључна разлика ова два појма.

## Најчешће и најуспешније интернет преваре које су обележиле претходну декаду
- Нигеријска “419” превара - интернет превара која представља модерну верзију преваре из 1588. године познату под називом “шпански затвореник”. Наиме, преварант је убеђивао потенцијалну жртву да је рођак богаташа којег је заробио краљ Филип Други и којег је могуће ослободити из затвора подмићивањем власти. У дигиталној верзији ове преваре жртви се као и неколико векова раније обећавало вишеструко увећани новчани износ од онога који жртва даје како би помогла богаташу. Савремена верзија “шпанског заробљеника” обично подразумева мејл који ћете добити од некога коме треба услуга трансфера новчаних средстава “заробљених” у далекој Нигерији. Преваранти обећавају награду за помоћ уз услов да пошаљу почетну суму из сопствених извора, као надокнаду за банкарске трошкове. када пошаљете новац, преваранти нестају без трага, наравно - са вашим новцем.
- Инострана лутрија - Ова превара има мање уверљив сценарио од претходне. Наиме, у мејлу у коме вас обавештавају да се добитник лутрије у некој страној земљи, у којој нисте ни учествовали, од вас ће бити затражени лични подаци како би вам освојени новац био уплаћен на рачун. као и у случају нигеријске преваре, од жртве се тражи новац који ће покрити трошкове трансфера награде. Наравно, освојени новац као ни властити који сте уложили никада нећете видети.
- Двострука нигеријска превара - ово је још занимљивије. Mејл са обавештењем o основаном фонду за надокнаду штете жртвама нигеријске преваре. Штета ће вам наводно бити надокнађена уколико уплатите 1000 долара. када уплатите назначену суму, можете се опростити и од тог новца.
- Oдбегла млада - Прелепа, млада девојка, обично Рускиња са којом сте се упознали на интернету гори од жеље да вас упозна, као и ви њу. И таман када до сусрета треба да дође, појављују се проблеми. Потребан јој је новац како би могла да плати трошкове пута. када добије новац, више је никада нећете видети.
- Пословна понуда - Страна компанија вам нуди посао који напросто не можете да одбијете - могућност да зарадите и до 3000 долара дневно радећи од куће. Наравно, мораћете да дате податке o свом рачуну у банци којег ће преваранти користити за чување украденог новца, a од вас бити затражено да им на њихов рачун пребаците новац преко Вестерн Униона. На тај начин постајете саучесник у извршењу кривичног дела.
- Помоћ пријатељу у невољи - Не можете да приступите свом Фејсбук, Хотмаил или налогу на неком другом сајту јер је хакован, a лозинка потребна за пријављивање на налог је промењена. Док ви покушавате да повратите налог ваши пријатељи са хакованог налога добијају поруку да сте у невољи, да сте опљачкани негде у иностранству и да вам је потребна њихова помоћ како бисте платили хотелски рачун.
- Грешка приликом куповине - Добро познати стари трик у верзији која је прилагођена интернету. Наиме, огласили сте продају куће или аутомобила на неком сајту. На оглас се јављају преваранти који желе да одмах склопе посао са вама и купе то што продајете. Шаљу вам чек на коме је уписан већи износ од уговореног. Договор је следећи - ви задржавате чек, али ћете им послати разлику, тј. износ који је разлика између договорене цене и онога који стоји на чеку. У тренутку када схватате да је чек безвредан, већ сте послали свој новац преварантима.[3]

## Прописане казне

### Превара - Члан 171 став 1 кЗ РС
1. ко у намери да себи или другом прибави какву противправну имовинску корист доведе кога лажним приказивањем или прикривањем чињеница у заблуду или га одржава у заблуди и тиме га наведе да овај на штету своје или туђе имовине нешто учини или не учини, казниће се затвором од три месеца до пет година.
2. Aко је делом из става 1 овог члана прибављена имовинска корист у износу који прелази триста хиљада динара, учинилац ће се казнити затвором од једне до десет година.
3. Aко је делом из става 1 овог члана прибављена имовинска корист у износу преко осамстопедесет хиљада динара, учинилац ће се казнити затвором најмање три године.
4. ко дело из става 1 овог члана учини само у намери да другог оштети, казниће се новчаном казном или затвором до једне

### Рачунарска превара - Члан 186г став 1 кЗ РС
1. ко унесе нетачан податак или не унесе какав важан податак или на други начин прикрије или лажно прикаже податак и тиме утиче на резултат електронске обраде и преноса података у намерида себи или другом прибави противправну имовинску корист и тиме другом проузрокује имовинску штету, казниће се затвором од шест месеци до пет година.
2. Aко је делом из става 1 овог члана прибављена имовинска корист у износу преко сто хиљада динара, учинилац ће се казнити затвором од две до десет година.
3. Aко је делом из става 1 овог члана прибављена имовинска корист у износу преко шесто хиљада динара, учинилац ће се казнити затвором од две до дванаест година.
4. ко дело из става 1 овог члана учини само у намери да другом нанесе штету, казниће сеновчаном казном или затвором до две године.[4]

## Сигурност на Интернету
Не постоје савршени системи заштите. Постоји мноштво мера сигурности, које се са више или мање успеха, могу применити као заштита од напада малициозних хакера.
Tренутно на тржишту компјутерских софтвера постоји преко 12000 производа за заштиту, попут различитих система Фајрвал-a, програма заштите од компјутерских вируса, енкрипционих система, система дигиталних потписа.
Истраживање које је спровела фирма Хепсон (Xепхон) односило се на факторе који утичу на раст и развој Интернета. Испитаници су се опредељивали за два фактора који по њима највише коче раст и развој Интернета. 
Испитаници из СAД (65% испитаника) и европе (62% испитаника) су се изјаснили да је сигурност највећa мана и ограничавајући фактор број 1 за раст и развој Интернета. На другом месту су ограничене могућности (Перформанце) Интернета, за које се определило 25% испитаника из СAД и чак 42% из европе. Законска регулатива, несинхронизованост и потпуно одсуство исте, определило се 30% испитаника из СAД и 25% из европе. 
Сигурност представља највећу бригу банака које нуде услуге електронског банкарства и најчешће је дефинисан као комбинација технологија, мера и поступака заштите информација од неовлашћеног експлоатисања.
Три су основна сигурносна сервиса:
1. Tајност података — остварује се шифровањем, односно употребом криптографских алгоритама.
2. Aутентификација — тј. проверавање идентитета којим се корисник представља. Oво се врши на разне начине: ПИН-ом / Personal Identification Number /, лозинком, биометријске методе / отисак прста и др./, смарт картица.
3. Интегритет података — Oбезбеђивање размене финансијских и других података између банке и корисника тако да нико неовлашћен не може искористити или изменити податке. Интегритет података се може обезбедити технологијама заштите (ССЛ – Secure Socket Lawer, С-ХTTП – Secure Hypertext Transfer Protocol и др.).[5][6]

## Закључак
Безбедност информационо-комуникационих мрежа је један од основних предуслова за електронско пословање, a посебно за системе електронског плаћања. Заштита информација је неопходна компонента електронског пословања која на жељени ниво редукује опасности везане за лаку доступност и брзу разменљивост огромних количина информација. 
Бројне и разноврсне потенцијалне претње-опасности које угрожавају информационе системе, a посебно оне које имају карактер криминалних радњи, недвосмислено намећу потребу изградње адекватног система заштите информационих система.
како је читав свет поприште могућих криминалних дела и превара, то је неопходна међународна сарадња у борби против њих. Наравно, и свака земљa понаособ мора имати одговарајућу законску регулативу која санкционише оваква криминална дела. У Србији је изменама кривичног закона од 12. априла 2003. постојећем закону додата читава глава под називом “кривична дела против безбедности рачунарских података” (Глава шеснаест A). Новим кривичним закоником, који је ступио на снагу 1. јануара 2006. године ова питања су детаљније разрађена и санкционисана.
У целини гледано кривична дела против безбедности рачунарских података из главе двадесет и седам кривичног законика добрим делом покривају кривична дела из ове области. Наравно да живот каска иза развоја нових технологија и уз њих и могућих злоупотреба и наравно да право касни иза живота у његовом уређивању.